# Marcel Mauss
Marcel Mauss (ur. 10 maja 1872, zm. 1 lutego 1950) – francuski socjolog i antropolog pochodzenia żydowskiego.

## Życiorys
Był krewnym i uczniem Durkheima i współpracował z nim przy redagowaniu L’Année sociologique. Od 1903 r. profesor w École des Hautes Études w Paryżu, W 1925 założył na uniwersytecie paryskim Instytut Etnologii. Od 1931 wykładał w Collège de France. Współpracował z francuskim socjologiem i filozofem Emilem Durkheimem, był wydawcą jego dzieł. Jest znany przede wszystkim ze swojej koncepcji daru i studiów nad religijnymi, prawnymi i mitologicznymi aspektami dawania i wymiany. Często uważany za ojca antropologii francuskiej.

## Najważniejsze dzieła
- Esquisse d'une théorie générale de la magie, 1902
- Essai sur le don, 1924
- Sociologie et anthropologie (1950, zbiór tekstów, zawiera Essai sur le don)

## Tłumaczenia prac na j. polski
- Socjologia i antropologia, przeł. Marcin Król, Krzysztof Pomian i Jerzy Szacki; wstęp Claude Lévi-Strauss; cz. 8: O niektórych pierwotnych formach klasyfikacji – oprac. przy współudz. Emila Durkheima; wyd I: Warszawa 1973, PWN, seria Biblioteka Socjologiczna; wyd II: Warszawa 2001, Wydawnictwo KR, ISBN 83-86989-97-1, zawiera tekst Szkic o darze. Forma i podstawa wymiany w społecznościach archaicznych (Sociologie et anthropologie 1950)
- (z Henri Hubert) Esej o naturze i funkcji ofiary, tł. Lech Trzcionkowski, Kraków 2005, Zakład Wydawniczy Nomos, ISBN 83-88508-86-5 (Essai sur la nature et la fonction du sacrifice)